# Hallstadt
Hallstadt è un comune tedesco di 8 581 abitanti, situato nel land della Baviera.